# Cantone di Cuisery
Il Cantone di Cuisery era una divisione amministrativa dell'arrondissement di Louhans.
È stato soppresso a seguito della riforma complessiva dei cantoni del 2014, che è entrata in vigore con le elezioni dipartimentali del 2015.
Comprendeva i comuni di:
- L'Abergement-de-Cuisery
- Brienne
- Cuisery
- La Genête
- Huilly-sur-Seille
- Jouvençon
- Loisy
- Ormes
- Rancy
- Simandre